# Rambla Just Oliveras
Rambla Just Oliveras – stacja metra w Barcelonie, na linii 1. Stacja została otwarta w 1987 roku.